# Erich Gerstenberg
Erich Gerstenberg (* 12. September 1844 in Hildesheim; † 1929 ebenda) war ein deutscher Psychiater.

## Leben
Ab 1865 studierte Gerstenberg an der Georg-August-Universität Göttingen Rechtswissenschaft. 1866 wurde er im Corps Hildeso-Guestphalia Göttingen recipiert. Seit dem 4. Semester in der Medizin, zeichnete er sich jeweils viermal  als Subsenior und Senior aus. 1869 war er Vorsitzender des Kösener Congresses. 1870 zum Dr. med. promoviert, nahm er als Feldassistenzarzt am Deutsch-Französischen Krieg teil. 1872 als Arzt approbiert, ging am 1. April des Jahres als Gehilfsarzt an die Anstalt Hildesheim. Dort stieg er über den vierten (1875) zum dritten (1876)  Arzt auf. Ab 1878 war er mit Ludwig Meyer an der Königlichen Landesirrenanstalt zu Göttingen tätig. Nach acht Jahren wurde er als zweiter Arzt nach Hildesheim zurückversetzt. Nebenamtlich versah er die Arztstellen an der Frauenkorrektionsanstalt und am Frauenheim vor Hildesheim. Als Nachfolger von Ludwig Snell wurde er 1892 Direktor der Anstalt Hildesheim. Viele Jahre war er Vorsitzender des Vereins der Irrenärzte Hannovers und Niedersachsens. 1915 trat er in den Ruhestand. Ihm folgte Hans Schröder. Der Sohn Werner Gerstenberg wurde ebenfalls Psychiater. Er leitete die Korrektions-  und  Landarmenanstalt, die spätere Heil- und  Pflegeanstalt Wunstorf.

## Ehrungen
- Sanitätsrat (1906)
- Charakterisierung als Geheimer Sanitätsrat (1911)
- Königlicher Kronen-Orden (Preußen) III. Klasse
- Ehrenmitglied des Corps Hildeso-Guestphalia[1]